# Bernhard Poll
Pour les articles homonymes, voir Poll.
Bernhard Poll (né le 26 juillet 1901 à Bielefeld et mort le 17 septembre 1981 à Aix-la-Chapelle) est un historien allemand et pendant de nombreuses années à la tête des Archives de la ville d'Aix-la-Chapelle (de).

## Biographie
Après avoir quitté l'école, Bernhard Poll commence d'abord à étudier la théologie, mais est passé à l'Université de Fribourg au semestre d'été 1923, où il commence à étudier l'histoire. Il y rejoint également le KDSt.V. Hohenstaufen Fribourg-en-Brisgau. Un an plus tard, Poll s'installe à l'Université de Vienne, où il obtient son doctorat en 1925. Il complète ensuite ses études par l'examen d'État pour les postes d' enseignement supérieur à l'Université de Kiel.
En 1927, Poll prend un poste dans les archives du Reich à Potsdam en tant que consultant dans le département d'histoire de la guerre, qui est transféré aux archives de l'armée nouvellement fondées à Potsdam en 1936 et reconstruit sous Friedrich von Rabenau. Poll, considéré comme peu fiable en raison de son attitude négative envers le NSDAP, n'est accepté comme fonctionnaire qu'un an plus tard en tant que conseiller des archives de l'armée. Pendant ce temps, il publie également ses deux premières publications sur l'histoire de la Première Guerre mondiale. Pendant la Seconde Guerre mondiale, Poll est transféré à partir de 1940 au personnel nouvellement créé du haut commandement de l'armée pour la Norvège en tant que représentant de l'armée et est renvoyé aux archives de l'armée en tant que chef de département en 1943. Après l'invasion de l'Armée rouge, il est chargé des archives centrales de la zone d'occupation soviétique, mais il quitte Potsdam fin 1946 et s'installe temporairement dans sa famille à Bielefeld.
En 1948, Poll accepte un appel de la ville d'Aix-la-Chapelle qui le nomme directeur des archives de la ville pour succéder à Albert Huyskens (de), malade et retraité, inculpé d'une procédure de dénazification, et lui confie la reconstitution des archives, qui a été gravement endommagé pendant la guerre. De plus, Poll rejoint la Société d'histoire d'Aix-la-Chapelle et la dirige de 1962 à 1972 en tant que successeur de Felix Kuetgens. Dès 1960, l'ouvrage majeur de Poll est écrit : « L'Histoire d'Aix-la-Chapelle en chiffres », qu'il réédite en deux tomes en 1965. Jusqu'à sa mort en 1981, il contribue également à une troisième édition révisée et augmentée, qui est publiée par Thomas R. Kraus (de) et Hans Siemons (de) en 2003.
Depuis sa prise de fonction à Aix-la-Chapelle, Poll a également milité pour la préservation du Musée international du journal (de), qu'il dirige de 1952 à 1972. Après d'importants travaux de réparation, il peut rouvrir le musée le 19 octobre 1962 au public avec de nouvelles salles d'exposition.
En outre, Poll rejoint le Association du cartel des corporations d'étudiants catholiques allemands (de) à Aix-la-Chapelle, dont il est président de 1954 à 1968. Il est également membre de la Société Görres et de la Société d'histoire rhénane, pour lesquelles il publie les deuxième à huitième volumes des "Rheinischen Lebensbilder".

## Publications (sélection)
- Das Heimfallsrecht auf den Grundherrschaften Österreichs, R. M. Rohrer, Brünn 1923.
- Schicksalswende 1914, C. Heymann, Berlin 1935.
- Deutsches Schicksal 1914–1918. Vorgeschichte und Geschichte des Weltkrieges, Weidmann, Berlin 1937.
- England und das zweite Reich, Mittler, Berlin 1940.
- Fünfzig Jahre Stadtsparkasse Aachen 1901–1951, Willmars, Aachen 1951.
- Das Schicksal Aachens im Herbst 1944. Teil I. In: Zeitschrift des Aachener Geschichtsvereins 66/67, 1954/55, S. 193–268.
- Das Schicksal Aachens im Herbst 1944. Authentische Berichte. In: Zeitschrift des Aachener Geschichtsvereins 73, 1961, S. 33–254.
- Geschichte Aachens in Daten, Stadtarchiv Aachen, 1. Aufl. Aachen 1960; 2. Aufl. Teil I: Bis 1964, Mayer, Aachen 1965, Nachdruck und Teil II: 1965–2000, fortgeführt von Thomas R. Kraus und Hans Simons, Aachen 2003.
- Festgabe zur Eröffnung von Ausstellungsräumen im Internationalen Zeitungsmuseum der Stadt Aachen am 19. Oktober 1962, dem Tag der Enthüllung einer Tafel zur Erinnerung an Julius Reuter, den Begründer des Reuterschen Telegraphenbüros in Aachen 1850, Stadtverwaltung Aachen 1962.
- Das Internationale Zeitungsmuseum. In: Der Archivar. Mitteilungsblatt für deutsches Archivwesen Nr. 16/1968.
- David Hansemann: 1790, 1864, 1964. Zur Erinnerung an einen Politiker und Unternehmer, Metz, Aachen 1964.
- Rheinische Lebensbilder, Gesellschaft für Rheinische Geschichtskunde, Droste-Verlag, Düsseldorf, 1. u. 2. Bd. 1966, 3. Bd. 1968, 4. Bd. 1970, 5. Bd. 1973, 6. Bd. 1982.
- Jüdische Presse im 19. Jahrhundert. Aus dem Internationalen Zeitungsmuseum der Stadt Aachen. Ausstellung zur Eröffnung des Neubaus der Bibliothek Professor Walter Hirsch in Tel Aviv 1967. [Ausstellungskatalog], Internationales Zeitungsmuseum Aachen, Aachen 1967.
- Zur Geschichte des Aachener Friedens 1748. In: Zeitschrift des Aachener Geschichtsvereins 81, 1971, S. 5–142.